# Akrobatické lyžování na Zimních olympijských hrách 2010
Akrobatické lyžování na Zimních olympijských hrách 2010 ve Vancouveru se konalo v areálu Cypress Bowl Ski Area severně od Vancouveru od 15. do 28. února 2010.

## Program
| Den    | Datum          | Zahájení (UTC-8) | Zahájení (SEČ) | Závod                                |
| ------ | -------------- | ---------------- | -------------- | ------------------------------------ |
| den 2  | 13. února 2010 | 16:30            | 1:30           | jízda v boulích ženy – kvalifikace   |
| den 2  | 13. února 2010 | 19:30            | 4:30           | jízda v boulích ženy – finále        |
| den 3  | 14. února 2010 | 14:30            | 23:30          | jízda v boulích muži – kvalifikace   |
| den 3  | 14. února 2010 | 17:30            | 02:30          | jízda v boulích muži – finále        |
| den 9  | 20. února 2010 | 10:00            | 19:00          | akrobatické skoky ženy – kvalifikace |
| den 10 | 21. února 2010 | 9:15             | 18:15          | skikros muži – kvalifikace           |
| den 10 | 21. února 2010 | 12:15            | 21:15          | skikros muži – finále                |
| den 11 | 22. února 2010 | 18:00            | 3:00           | akrobatické skoky muži – kvalifikace |
| den 12 | 23. února 2010 | 10:30            | 19:30          | skikros ženy – kvalifikace           |
| den 12 | 23. února 2010 | 13:00            | 22:00          | skikros ženy – finále                |
| den 13 | 24. února 2010 | 19:30            | 4:30           | akrobatické skoky ženy – finále      |
| den 14 | 25. února 2010 | 18:00            | 3:00           | akrobatické skoky muži – finále      |

## Medailové pořadí zemí
| Pořadí | Země                         | Zlato | Stříbro | Bronz | Celkově |
| ------ | ---------------------------- | ----- | ------- | ----- | ------- |
| 1.     | Kanada (CAN)                 | 2     | 1       | 0     | 3       |
| 2.     | Spojené státy americké (USA) | 1     | 1       | 2     | 4       |
| 3.     | Austrálie (AUS)              | 1     | 1       | 0     | 2       |
| 4.     | Bělorusko (BLR)              | 1     | 0       | 0     | 1       |
| 4.     | Švýcarsko (SUI)              | 1     | 0       | 0     | 1       |
| 6.     | Čína (CHN)                   | 0     | 1       | 2     | 3       |
| 7.     | Norsko (NOR)                 | 0     | 1       | 1     | 2       |
| 8.     | Rakousko (AUT)               | 0     | 1       | 0     | 1       |
| 9.     | Francie (FRA)                | 0     | 0       | 1     | 1       |
|        | Celkem                       | 6     | 6       | 6     | 18      |

## Medailisté

### Muži
| Disciplína        | Zlato                             | Výkon                            | Stříbro                                       | Výkon                         | Bronz                                       | Výkon                         |
| ----------------- | --------------------------------- | -------------------------------- | --------------------------------------------- | ----------------------------- | ------------------------------------------- | ----------------------------- |
| akrobatické skoky | Alexej Grišin · Bělorusko (BLR)   | 248,41                           | Jeret Peterson · Spojené státy americké (USA) | 247,21                        | Liou Čung-čching · Čína (CHN)               | 242,53                        |
| jízda v boulích   | Alexandre Bilodeau · Kanada (CAN) | 26,75                            | Dale Begg-Smith · Austrálie (AUS)             | 26,58                         | Bryon Wilson · Spojené státy americké (USA) | 26,08                         |
| skikros           | Michael Schmid · Švýcarsko (SUI)  | Michael Schmid · Švýcarsko (SUI) | Andreas Matt · Rakousko (AUT)                 | Andreas Matt · Rakousko (AUT) | Audun Grønvold · Norsko (NOR)               | Audun Grønvold · Norsko (NOR) |

### Ženy
| Disciplína        | Zlato                                             | Výkon                              | Stříbro                          | Výkon                            | Bronz                                            | Výkon                               |
| ----------------- | ------------------------------------------------- | ---------------------------------- | -------------------------------- | -------------------------------- | ------------------------------------------------ | ----------------------------------- |
| akrobatické skoky | Lydia Lassilaová · Austrálie (AUS)                | 214.74                             | Nina Liová · Čína (CHN)          | 207.23                           | Xinxin Guová · Čína (CHN)                        | 205.22                              |
| jízda v boulích   | Hannah Kearneyová · Spojené státy americké (USA ) | 26,63                              | Jennifer Heilová · Kanada (CAN)  | 25,69                            | Shannon Bahrkeová · Spojené státy americké (USA) | 25,43                               |
| skikros           | Ashleigh McIvorová · Kanada (CAN )                | Ashleigh McIvorová · Kanada (CAN ) | Hedda Berntsenová · Norsko (NOR) | Hedda Berntsenová · Norsko (NOR) | Marion Josserandová · Francie (FRA)              | Marion Josserandová · Francie (FRA) |